# Wolfgang Ries
Wolfgang Ries (* 1968 ) je rakouský amatérský astronom, astrofotograf a objevitel planetek.
Wolfgang Ries má vlastní soukromou observatoř v Altschwendtu v Horním Rakousku. Minor Planet Center mu připisuje objev 177 asteroidů v letech 2004 až 2009. 
Byl po něm pojmenován asteroid hlavního pásu (266887) Wolfgangries. Citace jména byla zveřejněna 22. července 2013.